# Жемтала
Жемтала (рос. Жемтала) — село у Черецькому районі Кабардино-Балкарії Російської Федерації.
Орган місцевого самоврядування — сільське поселення Жемтала. Населення становить 3260 осіб.

## Історія
Згідно із законом від 27 лютого 2005 року органом місцевого самоврядування є сільське поселення Жемтала.

## Населення
| 2002  | 2010  | 2012  | 2013  | 2014  | 2015  | 2016  |
| ----- | ----- | ----- | ----- | ----- | ----- | ----- |
| 3171  | ↗3260 | ↗3281 | ↗3305 | ↗3306 | ↘3302 | ↗3334 |
| 2017  | 2018  | 2019  | 2020  |       |       |       |
| ↘3325 | ↗3326 | ↗3342 | ↗3351 |       |       |       |